# Medelpad
Medelpad ist eine historische Provinz (schwedisch landskap) im Landesteil Norrland. Medelpad grenzt im Süden an Hälsingland, im Westen an Härjedalen, im Nordwesten an Jämtland und im Norden an Ångermanland. Zusammen mit Ångermanland bildet Medelpad die heutige Provinz (schwed. län) Västernorrlands län.
Medelpad beheimatet 2600 erhaltene Altertümer, u. a. Kvissle-Nolby-Prästbolet und den Nolbystenen südlich von Sundsvall.
Im Medelpad befand sich bis zur frühen Neuzeit das Macht- und Wirtschaftszentrum Nordschwedens. Der heute verlandete Selångers-Fjord war das entscheidende Landschaftsmerkmal, und man vermutet, dass mit dem Namen Medelpad das Strandgebiet der ehemaligen Halbinsel Kungsnäs gemeint war und „Strandgebiet in der Mitte“ bedeutete. Auch der Kult um Olav den Heiligen hatte hier einen schwedischen Schwerpunkt, indem hier der bedeutendste Pilgerweg nach Nidaros begann. Medelpads Siegel aus dem 16. Jahrhundert beinhaltet im Zentrum eine Prozessionsfahne mit der Olavs-Axt. Es wurde um 1600 durch ein Siegel mit zwei Strömen und zwei entgegengesetzten Fischen ersetzt. Bis zum 16. Jahrhundert war es ein Buchstabensiegel mit einem stilisierten „M“ in der Mitte.
In Medelpad liegt der geographische Mittelpunkt Schwedens. Es wird aber als zu Nordschweden zugehörig betrachtet.

## Gemeinden in Medelpad
- Sundsvall
- Timrå
- Ånge

## Seen
- Havern
- Holmsjön
- Leringen
- Stor-Laxsjön
- Stödesjön

## Flüsse
- Indalsälven
- Selångersån
- Ljungan

## Landschaftssymbole
- Pflanze: Fichten (lat. Picea abies)
- Tier: Schneehase (wesentlich präsenter ist jedoch der Skvader, der 1987 eine inoffizielle Abstimmung zum Landschaftstier gewann)
- Vogel: Fichtenkreuzschnabel
- Fisch: Flussbarsch